# غوستاف شواب
غوستاف شواب (بالألمانية: Gustav Schwab) (و. 1792 – 1850 م) هو صحفي، وشاعر، وميثوغرافيا، ومدرس ثانوي، وقسيس من مملكة فورتمبيرغ، ولد في شتوتغارت، توفي في شتوتغارت، عن عمر يناهز 58 عاماً.

## التعليم
تعلم في جامعة توبنغن (1808–1813)، وEberhard-Ludwigs-Gymnasium ‏.

## روابط خارجية
- غوستاف شواب على موقع ميوزك برينز (الإنجليزية)
- غوستاف شواب على موقع ديسكوغز (الإنجليزية)